# Karolingisk konst
Karolingisk konst kommer från Karl den stores och hans söners välde i nuvarande Frankrike, västra Tyskland och norra Italien, samt Schweiz och Österrike under den karolingiska tiden på 700- och 800-talet.
Karl den store anses ha varit en kulturens företrädare och han samlade lärda män i sitt hov. Mycket av det som skapades under hans tid fick grundläggande betydelse för konsten under återstoden av medeltiden.
Den vetenskap och konst som utövades under Karl den stores tid kallas karolingisk renässans. 
Karolingisk konst var kristen konst. Bevarade rester av mosaiker och väggmålningar visar att karolingiska kyrkor har haft konst i stort format, men det mesta har gått förlorat. Det var framför allt en hovkonst, inte bara gjord av Karl den store och hans närmaste utan också av munkar som tillhörde det karolingiska samhällets ledande skikt. Viktiga platser för det Karolingiska bokmåleriet var Metz, Tours och Sankt Gallen. 

### Webbkällor
- ”Karolingisk konst och arkitektur”. Nationalencyklopedin. http://www.ne.se/lang/karolingisk-konst-och-arkitektur. Läst 27 september 2014.
- Lars Hammarén. ”Karl den store och den karolingiska renässansen”. Lars Hammaréns historiehemsida. Arkiverad från originalet den 25 februari 2013. https://web.archive.org/web/20130225153008/http://www.larshammaren.se/3_karlstor.htm. Läst 27 september 2014.